# Supercoppa d'Ucraina 2015
La Supercoppa d'Ucraina 2015 (ufficialmente in ucraino Суперкубок України 2015?, Superkubok Ukraïny 2015) è stata la dodicesima edizione della Supercoppa d'Ucraina.
Si è svolta martedì 14 luglio 2015 in gara unica allo Stadio Čornomorec' di Odessa e ha visto opposti la Dinamo Kiev, campione d'ucraina e vincitore della coppa nazionale, e lo Shakhtar Donetsk che si è classificato secondo sia in coppa che in campionato.
Il 17 giugno è stato sorteggiato che la squadra formale di casa dovesse essere la Dinamo Kiev.
A conquistare il titolo è stato lo Šachtar che ha vinto per 2-0 con reti di Srna e Bernard.

## Tabellino
| Arbitro: | Žabčenko (Chmel'nyc'kyj) |

|  |           |                                 |
|  | Marcatori | 90+2’ (rig.) Srna 90+4’ Bernard |

| Dinamo Kiev | Šachtar |

### Formazioni
| Dinamo Kiev: (4-2-3-1) |    |                           |            |     |
|                        |    |                           |            |     |
| P                      | 1  | Oleksandr Šovkovs'kyj (c) | 90+1’      |     |
| D                      | 24 | Domagoj Vida              | 73’        |     |
| D                      | 2  | Danilo Silva              | 55’        |     |
| D                      | 6  | Aleksandar Dragović       | 53’        |     |
| D                      | 5  | Vitorino Antunes          |            |     |
| C                      | 16 | Serhij Sydorčuk           | 27’        | 82’ |
| C                      | 17 | Serhij Rybalka            | 56’, 90+4’ |     |
| C                      | 10 | Andrij Jarmolenko         |            |     |
| C                      | 9  | Mykola Morozjuk           |            | 67’ |
| C                      | 4  | Miguel Veloso             |            |     |
| A                      | 11 | Júnior Moraes             |            | 78’ |
| A disposizione:        |    |                           |            |     |
| P                      | 23 | Oleksandr Rybka           |            |     |
| D                      | 26 | Mykyta Burda              |            |     |
| C                      | 8  | Radosav Petrović          |            |     |
| C                      | 19 | Denys Harmaš              |            | 82’ |
| C                      | 20 | Oleh Husjev               |            | 67’ |
| C                      | 29 | Vitalij Bujal's'kij       |            |     |
| A                      | 22 | Artem Kravec'             | 90+3’      | 78’ |
| Allenatore:            |    |                           |            |     |
| Serhij Rebrov          |    |                           |            |     |

| Šachtar: (4-2-3-1) |    |                     |       |     |
|                    |    |                     |       |     |
| P                  | 32 | Anton Kaniboloc'kyj |       |     |
| D                  | 33 | Darijo Srna (c)     | 90+2’ |     |
| D                  | 5  | Oleksandr Kučer     |       |     |
| D                  | 44 | Jaroslav Rakyc'kyj  |       |     |
| D                  | 31 | Ismaily             |       |     |
| C                  | 6  | Taras Stepanenko    |       |     |
| C                  | 8  | Fred                | 69’   | 87’ |
| C                  | 28 | Taison              |       | 63’ |
| C                  | 29 | Alex Teixeira       | 86’   |     |
| C                  | 11 | Marlos              |       | 77’ |
| A                  | 21 | Oleksandr Hladkyj   |       |     |
| A disposizione:    |    |                     |       |     |
| P                  | 30 | Andrij Pjatov       |       |     |
| D                  | 18 | Ivan Ordec'         |       |     |
| C                  | 9  | Dentinho            |       | 77’ |
| C                  | 10 | Bernard             |       | 63’ |
| C                  | 17 | Maksym Malyšev      |       |     |
| C                  | 74 | Viktor Kovalenko    |       | 87’ |
| A                  | 22 | Eduardo             |       |     |
| Allenatore:        |    |                     |       |     |
| Mircea Lucescu     |    |                     |       |     |